# Fiesta de las Cortes del 24 de septiembre
La Fiesta de las Cortes del 24 de septiembre es la fiesta oficial de la localidad gaditana de San Fernando. Se celebra todos los 24 de septiembre, conmemorando el aniversario del juramento por parte de los diputados de la Constitución española de 1812 (cuando la ciudad era capital de   España por la invasión francesa del país), que se produjo a las nueve y media de la mañana del 24 de septiembre de 1810, en la Iglesia Mayor de San Pedro y San Pablo.

## Actos
La fiesta tiene un valor histórico a nivel local y nacional, por lo que es una gran atracción turística para la ciudad. Ese día se realizan diferentes actos culturales, gastronómicos y deportivos, desfile de Fuerzas Armadas (a la que suelen asistir algunos miembros de la Casa Real Española), recreaciones de combates de la época...

## Bicentenario
El 24 de septiembre de 2010 se conmemorará el 200 aniversario de la reunión de los diputados, para lo que la ciudad se está preparando.

## XIVCampeonato Iberoamericano de Atletismode 2010
Con motivo del bicentenario se disputará en la ciudad el XIV Campeonato Iberoamericano de Atletismo de 2010, en el que participarán 22 países de Europa, América y África.